# 干扰素诱导GTP酶
干扰素诱导GTP酶（英語：interferon-inducible GTPase，缩写IIGP）是一类涉及细胞内防御的蛋白质家族。IIGP主要与高尔基体相关，也定位于内质网，在干扰素-诱导的细胞内囊泡运输或加工中发挥着独特的作用。
这一家族的蛋白可分为三组：一是分子量约47kDa的免疫相关鸟苷三磷酸酶（Immunity Related Guanosine Triphosphatases，IRGs）成员包括干扰素诱导GTP酶5和免疫相关GTP酶家族M蛋白；二是MX蛋白，成员包括MX1和MX2；三是分子量为65-67kDa的鸟苷酸结合蛋白（Guanylate-binding protein，GBPs）。